# Siegfried Besser
Siegfried Besser (* 21. Juni 1941 in Görlitz) ist ein deutscher Maler und Grafiker.

## Leben
Besser besuchte von 1958 bis 1961 die Arbeiter-und-Bauern-Fakultät für bildende Kunst in Dresden und erwarb das Abitur. Danach arbeitete er kurzzeitig als Transportarbeiter. Von 1962 bis 1967 studierte er Malerei an der Hochschule für Bildende Künste Dresden. Er erhielt das Karl-Marx-Stipendium. Zu seinen Lehrern gehörten Gerhard Bondzin, Jutta Damme und Rudolf Bergander. Seit dem Studienabschluss arbeitet Besser freischaffend.
Während seines Studiums lernte Besser seine spätere Frau Anke kennen, die in Dresden Bildhauerei studierte. Nach dem Studium folgte er ihr in ihre Heimatstadt Erfurt. Dort engagierte er sich neben seiner Malerei im Verband Bildender Künstler der DDR (VBK). Von 1974 bis 1988 war er Mitglied im Zentralvorstand des VBK, von 1978 bis 1988 Vorsitzender des VBK im Bezirk Erfurt. Zusammen mit seiner Frau konzipierte er das Denkmal zur Geschichte der deutschen Arbeiterbewegung an der Gedenkstätte Eisenacher Parteitag 1869.
Von 1985 bis 1990 arbeitete Siegfried Besser als Honorardozent an der Pädagogischen Hochschule Erfurt, und von 1990 bis 1994 hatte er einen Lehrauftrag an der Fachhochschule Erfurt inne.
Besser musste den Verlust seines mobilen Wandbildes „Kosmisches Picknick“ hinnehmen, das er für das Interhotel Erfurt geschaffen hatte. Nach dessen baulicher Rekonstruktion war das Bild nicht mehr auffindbar.
1996 zogen Siegfried Besser mit seiner Frau von Erfurt ins mecklenburgische Marxhagen um, wo er bis heute lebt und arbeitet.
Bilder Bessers befinden sich u. a. im Lindenau-Museum Altenburg/Thür., im Angermuseum Erfurt und im Otto-Dix-Haus Gera.

## Publizierter Essay Bessers
- Vom Gefühl des Gebrauchtwerdens. In: Bildende Kunst, Berlin, 1974, S. 235–237

## Ausstellungen und Ausstellungsbeteiligungen (Auswahl)

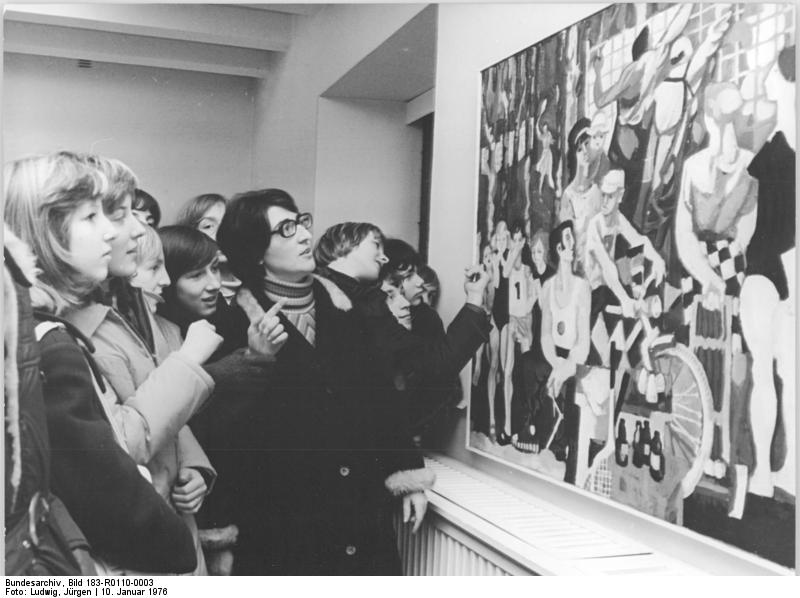
Gemälde Sportfest im Wohnbezirk

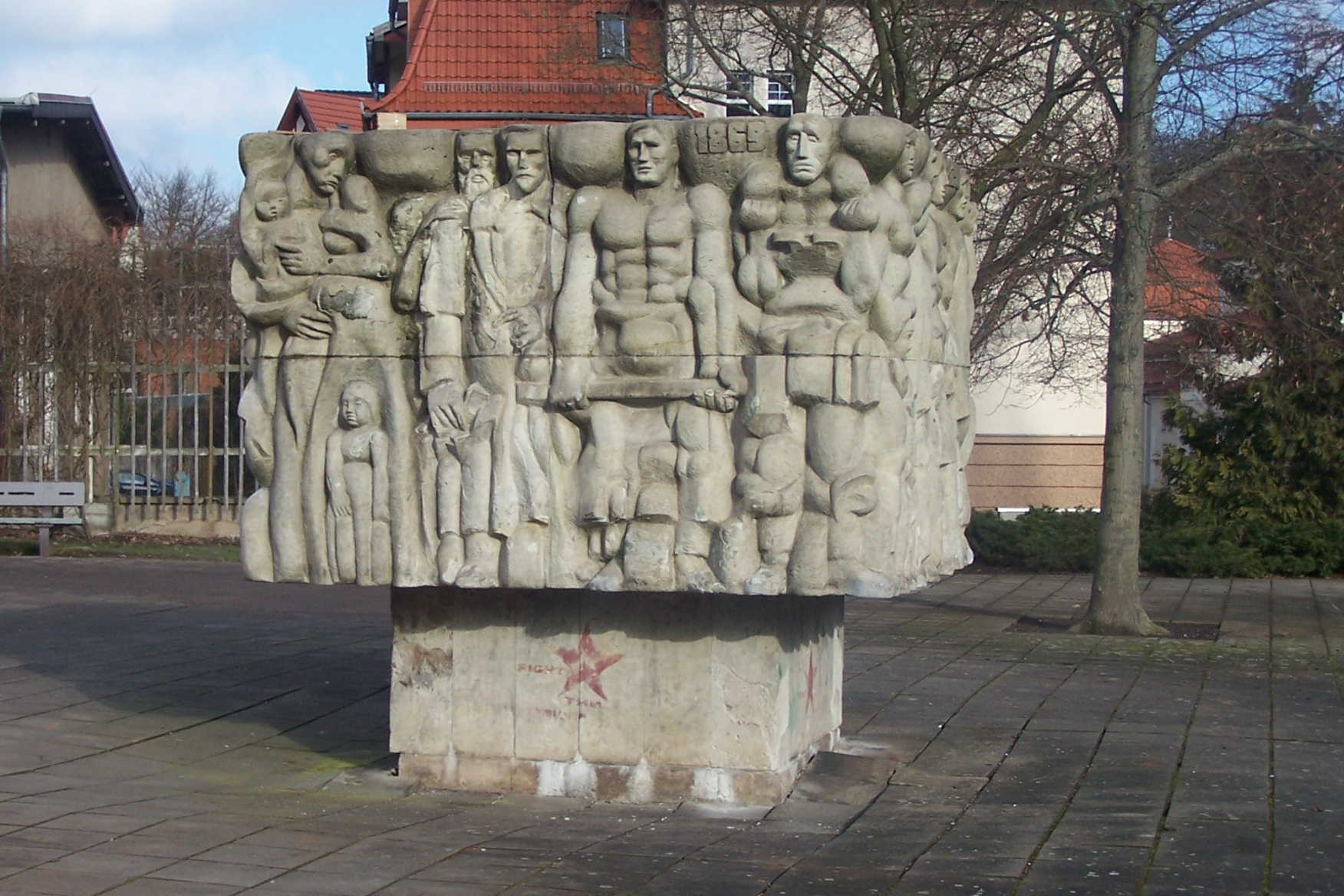
Denkmal zur Geschichte der deutschen Arbeiterbewegung

- 1970, 1972 Einzelausstellungen in Erfurt
- 1973 Personalausstellung in Karl-Marx-Stadt
- 1967, 1972, 1977, 1982 Kunstausstellung der DDR
- 1969, 1972, 1975, 1979, 1984 Bezirkskunstausstellung Erfurt
- 1973/74 Junge Künstler der DDR, Frankfurt (Oder)
- 1973 Kunstausstellung Bialystok
- 1977 Kunst und Sport, Leipzig
- 1981 Das Urteil des Paris in der DDR-Kunst, Gotha

## Ehrungen
- 1975 Kunstpreis des FDGB
- 1976 Erich-Weinert-Medaille
- 1978 Verdienstmedaille der NVA
- 1981 Verdienstmedaille der DDR
- 1984 Vaterländischer Verdienstorden in Bronze
- 1985 Johannes-R.-Becher-Medaille